# 賓夕法尼亞州同性婚姻

虹色宾州地图

宾夕法尼亚州同性婚姻于2014年5月20日合法化。20日美国联邦地区法院法官裁定1996年州禁止同性婚姻的法律是违宪的。
宾夕法尼亚州此前不承认民事结合，是美国东北部地区最后一个同性伴侣不能合法结合的州。